# Mestaruussarja 1959
La Mestaruussarja 1959 fu la cinquantesima edizione della massima serie del campionato finlandese di calcio, la ventinovesima come Mestaruussarja. Il campionato, con il formato a girone unico e composto da dieci squadre, venne vinto dall'HIFK.

## Squadre partecipanti
| Club        | Città       | Stagione 1958                        |
| ----------- | ----------- | ------------------------------------ |
| GBK         | Kokkola     | 1º posto in Suomensarja Pohjoislohko |
| Haka        | Valkeakoski | 7º posto in Mestaruussarja           |
| HIFK        | Helsinki    | 3º posto in Mestaruussarja           |
| HJK         | Helsinki    | 5º posto in Mestaruussarja           |
| HPS         | Helsinki    | 2º posto in Mestaruussarja           |
| KuPS        | Kuopio      | Campione di Finlandia                |
| Pallo-Pojat | Helsinki    | 1º posto in Suomensarja Etelälohko   |
| RU-38       | Pori        | 1º posto in Suomensarja Länsilohko   |
| TPS         | Turku       | 4º posto in Mestaruussarja           |
| VIFK        | Vaasa       | 6º posto in Mestaruussarja           |

## Classifica finale
|  | Pos. | Squadra     | Pt | G  | V  | N | P  | GF | GS | DR  |
|  | ---- | ----------- | -- | -- | -- | - | -- | -- | -- | --- |
|  | 1.   | HIFK        | 27 | 18 | 11 | 5 | 2  | 43 | 26 | +17 |
|  | 2.   | RU-38       | 25 | 18 | 10 | 5 | 3  | 40 | 28 | +12 |
|  | 3.   | Haka        | 21 | 18 | 8  | 5 | 5  | 35 | 25 | +10 |
|  | 4.   | KuPS        | 21 | 18 | 9  | 3 | 6  | 37 | 30 | +7  |
|  | 5.   | HPS         | 17 | 18 | 7  | 3 | 8  | 38 | 32 | +6  |
|  | 6.   | TPS         | 16 | 18 | 6  | 4 | 8  | 50 | 51 | -1  |
|  | 7.   | VIFK        | 15 | 18 | 5  | 5 | 8  | 29 | 35 | -6  |
|  | 8.   | HJK         | 13 | 18 | 4  | 5 | 9  | 28 | 39 | -11 |
|  | 9.   | Pallo-Pojat | 13 | 18 | 4  | 5 | 9  | 26 | 39 | -13 |
|  | 10.  | GBK         | 12 | 18 | 4  | 4 | 10 | 29 | 50 | -21 |

Legenda:
      Campione di Finlandia e ammessa alla Coppa dei Campioni 1960-1961
      Retrocessa in Suomensarja
Note:
Due punti a vittoria, uno a pareggio, zero a sconfitta.